# Il martirio di una nazione
Il martirio di una nazione. Il Libano in guerra è un libro del pluri-premiato giornalista inglese Robert Fisk.

Pubblicato per la prima volta nel 1990, il libro tratta della Guerra civile in Libano nel periodo 1975–1990, che Fisk ha vissuto direttamente e di cui ha scritto nei suoi articoli.
Il titolo è preso dalla poesia omonima tratta da ‘'Il Giardino del Profeta'’ di Khalil Gibran (1933).

## Temi trattati
Il libro propone una spiegazione delle macchinazioni dietro alla guerra in Libano, e contiene testimonianze dirette di persone coinvolte che Fisk ha intervistato o con cui ha interagito. Il libro inoltre offre un racconto della storia e della fondazione del Libano, nonché del suo passato coloniale.
Viene raccontata la Guerra del Libano del 1982, con l'invasione da parte dell'esercito israeliano e i massacri di Sabra e Shatila (Fisk è arrivato sul posto il giorno dopo i massacri). Viene anche raccontato degli interventi americani, britannici, francesi e italiani della Forza Multinazionale in Libano, e dell'evacuazione dell'OLP.

## Edizioni italiane
Il libro è stato pubblicato in Italia nelle seguenti edizioni:
- Robert Fisk, Il martirio di una nazione. Il Libano in guerra, 1ª ed., Il saggiatore, collana La cultura, 848 pagine, copertina rigida, 2010, ISBN 8842815470.
- Robert Fisk, Il martirio di una nazione. Il Libano in guerra, 2ª ed., Il saggiatore, collana Saggi tascabili, 848 pagine, copertina flessibile, 21 giugno 2012, ISBN 8856503263.